# Fórmula Mazda

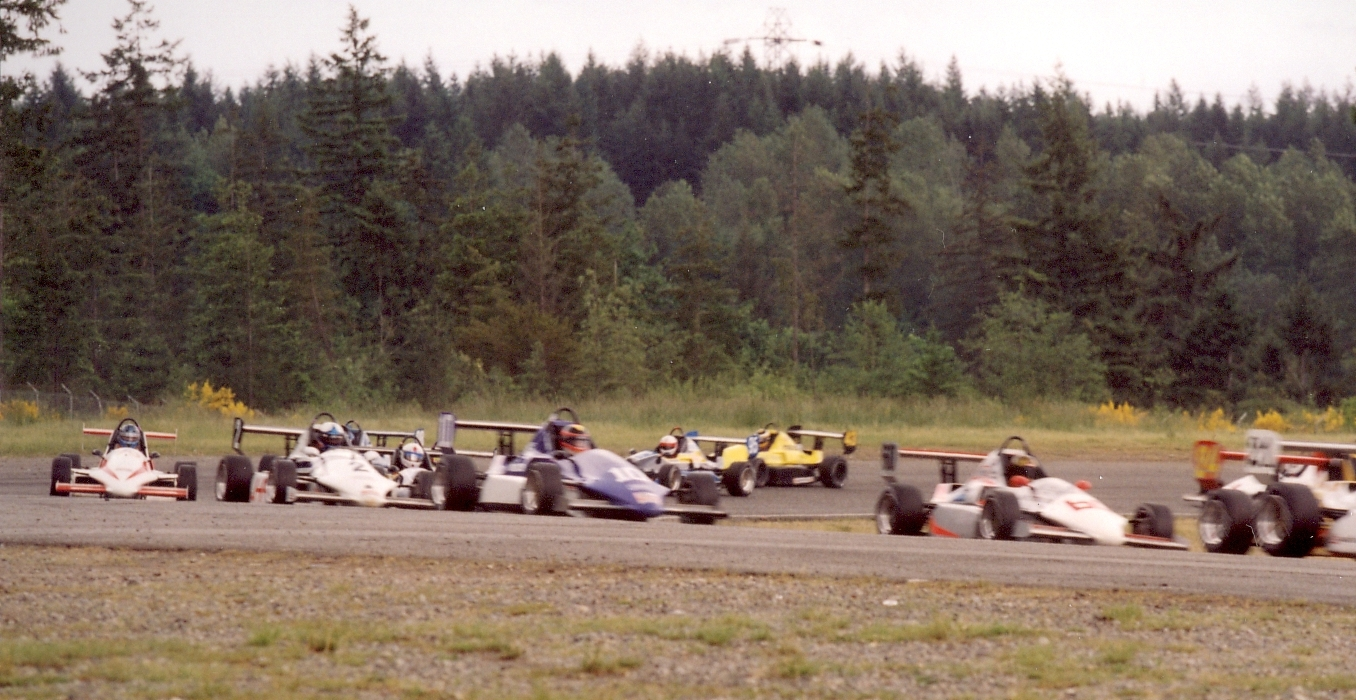
Un grupo de coches de Fórmula Mazda

Fórmula Mazda es una clase de carreras del Campeonato carreras de Fórmula.
Fórmula Mazda tiene su propia clase en la SCCA Racing Club, y hay una serie de profesionales de América del Norte llamado Star Mazda Championship, que forma parte del camino de IndyCar con el sistema de escalera de Indy. Los coches son muy populares, ver un campo de 40 o más coches en una carrera es bastante común. Muchos conductores que aspiran a las clases superiores de las carreras de utilizar la serie de programas para poner a punto y demostrar su talento. En 2006, el 2004 la Fórmula Mazda campeón, Michael McDowell, condujo en la serie Champ Car americana, mientras que Scott Speed, quien ganó en la Fórmula Mazda en 2002, se convirtió en el primer estadounidense de Fórmula 1 de los conductores en una década.
En términos de coste y rendimiento, Fórmula Mazda se encuentra entre la Fórmula Ford y Fórmula Atlantic, es decir, cerca de la Fórmula 3 y la Formula Renault 2.0. Una temporada completa en los profesionales de los costos de serie Star Mazda en todo EE.UU. 200.000 dólares - 300.000 dólares EE.UU. en 2005.

## Coche original - Fórmula Mazda

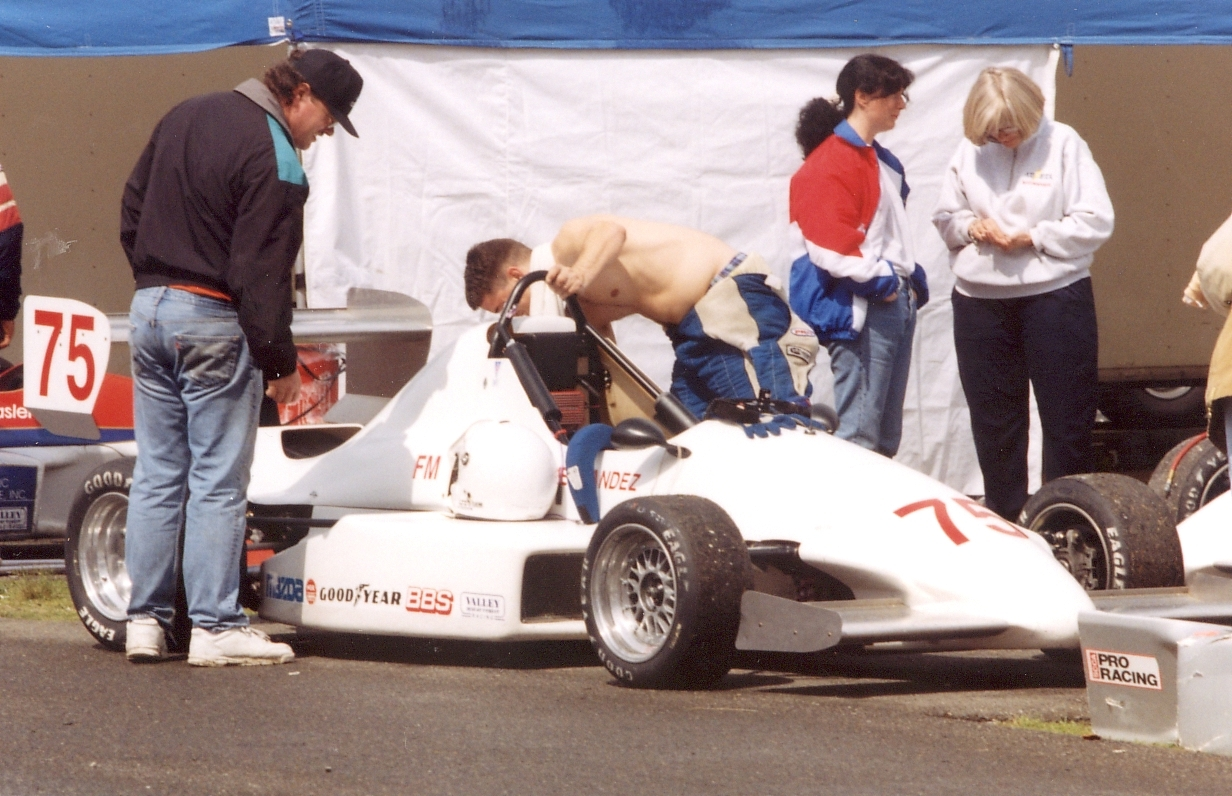
Vehículo original

La serie original surgió de un grupo de chasis construidos por Hayashi en Japón para la Escuela de Jim Russell Racing Drivers en California, EE.UU. Estos coches fueron terminados por la mecánica de Russell en el paddock del 1984 Long Beach Grand Prix, donde los coches hicieron su debut en los EE.UU.. Los coches tienen un básico de tubos soldados de acero del bastidor del chasis, con amortiguadores delanteros de a bordo operados por balancines superiores. A 180 hp con carburador Mazda unidades de motor rotativo a través de una velocidad de 5 H-patrón (H-gate) Hewland Mc 9, transversal. La suspensión trasera es de dos enlaces de cola, un vínculo superior y otro inferior de un brazo-. En aras de la creación de cerca de costo y la limitación de las carreras, las reglas establecen que ninguna modificación se permite hasta que las reglas permiten expresamente que, en algún momento, incluso sustitución de los espejos en el coche estaba prohibido. Los motores no pueden ser modificados, y se sella para que sea fácil de detectar trampas. Los coches de todos utilizan los mismos neumáticos, resortes, amortiguadores ajustables y barras estabilizadoras.
En septiembre de 2009, Moisés Smith Racing, LLC. (MSR), con sede en Tempe, Arizona, se hizo cargo de todos los derechos de apoyo y fabricación para los cerca de 300 coches de carrera de Fórmula Mazda motor rotativo que se utilizan actualmente en América del Norte, así como el MSR deportiva de regata, una versión de cuerpo completo de la FM.

## Coche nuevo - Formula Mazda Profesional

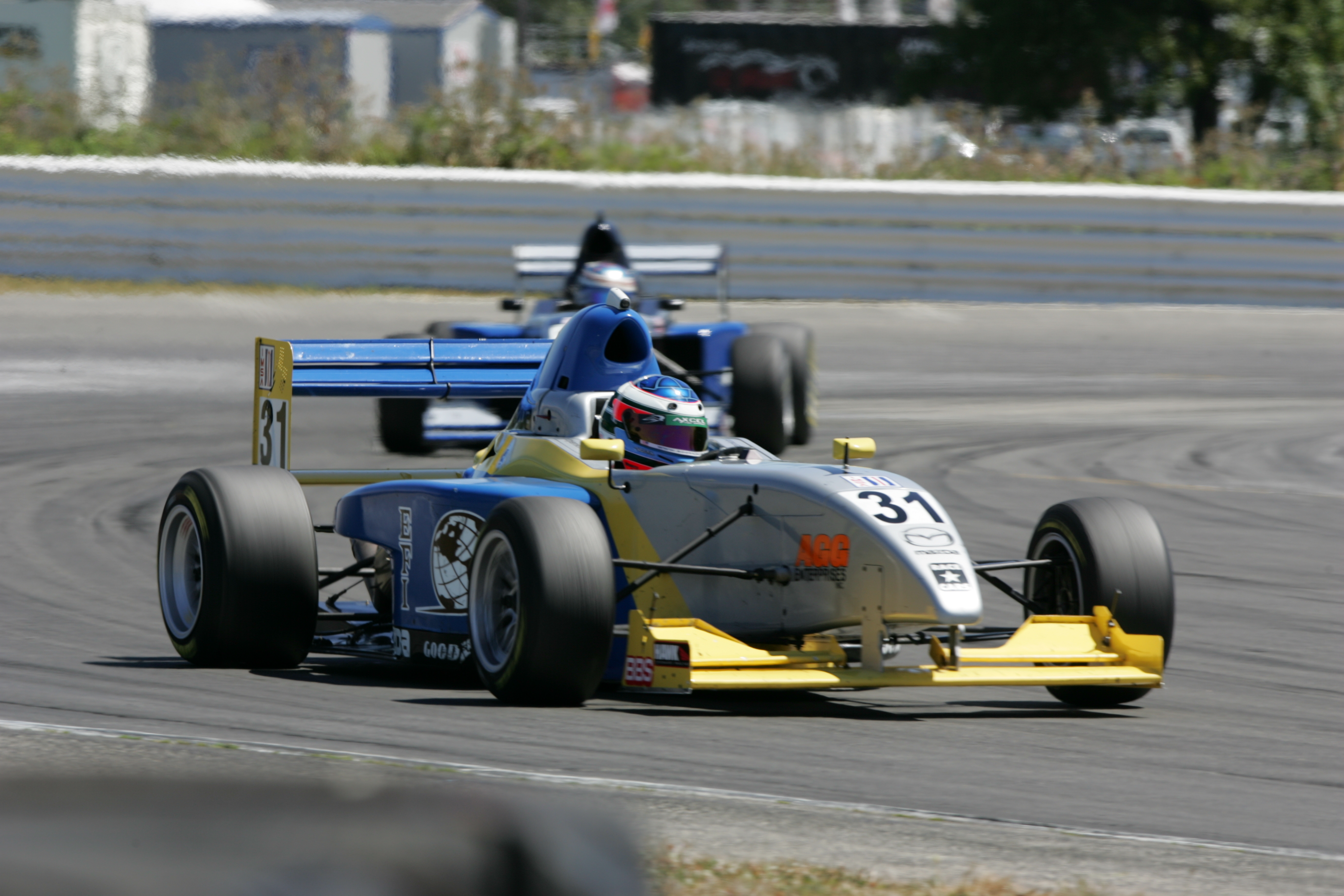
Vehículo nuevo de fibra de carbono

En 2004, un coche completamente nuevo fue introducido en la serie Profesional. Se dispone de un chasis de fibra de carbono, 6 velocidades secuenciales, y un sellado 250 con inyección de combustible CV motor Renesis muy similar a la una en el Mazda RX-8. El ECU Motec utiliza la entrada de la palanca de cambios para permitir un cambio ascendente mientras que el conductor mantiene el par en par acelerador. La ECU también ofrece control de tracción el cual el conductor puede desactivar desde el interior del coche. Las reglas permiten elegir entre cinco diferentes tipos de muelles en cada esquina, y los nuevos amortiguadores Öhlins ofrecen golpe por separado y los ajustes de rebote. El conductor puede ajustar el frente anti-roll bar de la cabina.
El nuevo coche es mucho más rápido que el coche más viejo, por lo general rodar unos 3 segundos más rápido por milla de la pista, pero el coche original sigue siendo legal para la SCCA Racing Club.